# 武蔵御嶽神社
武蔵御嶽神社（むさしみたけじんじゃ）は、東京都青梅市（旧武蔵国多磨郡）にある御嶽神社。武蔵御岳山の山上に鎮座する。
御岳、御嶽とは修験道の中心地である吉野地方（奈良県）の金峯山を指している。蔵王権現、櫛真智命などを祀り、山岳信仰の霊場として中世以降発展し、武蔵・相模に渡る信仰圏を獲得した。式内社の大麻止乃豆天神社（「武蔵国の式内社一覧」参照）であるという説があり、旧府社である。現在は神社本庁に属していない単立神社である。
ご眷属の大口真神（おいぬ様）も祀っていることから、祈願のため犬を連れた参拝客が近年増えており、御岳登山鉄道は、ケージを用いずに犬を乗車させることができる。

## 祭神
- 蔵王権現
- 櫛真智命
- 大己貴命
- 少彦名命
- 安閑天皇
- 日本武尊

## 由緒
崇神天皇7年（紀元前91年）の創建とされ、天平8年（736年）に行基が蔵王権現を勧請したといわれる。
文暦元年（1234年）に大中臣国兼が荒廃していた社殿を再興し、以降は修験場として知られ、関東の武家政権や武士から多くの武具が奉納される。江戸時代には、慶長10年（1605年）に大久保長安を普請奉行として本社が、元禄13年（1700年）には幣殿と拝殿が建立された。
明治に入ると神仏分離によって、それまでの御嶽大権現（御嶽蔵王権現）から大麻止乃豆天神社に改称した。これは当社が延喜式に載せられている「大麻止乃豆天神社」に比定されたためであるが、同様に大麻止乃豆天神社であると比定される神社が他にもあったため（東京都稲城市大丸の大麻止乃豆乃天神社）、御嶽神社と改称した。昭和27年（1952年）に現在の武蔵御嶽神社に改称した。

## 境内外

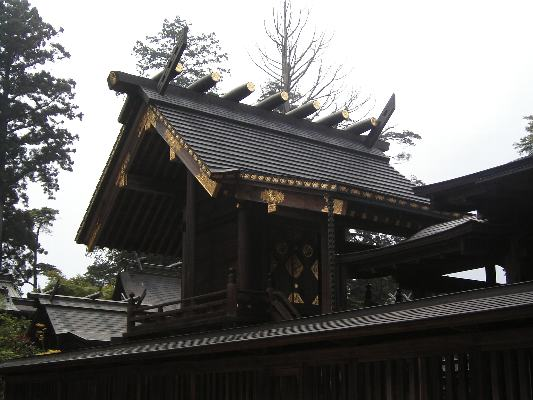
本社本殿

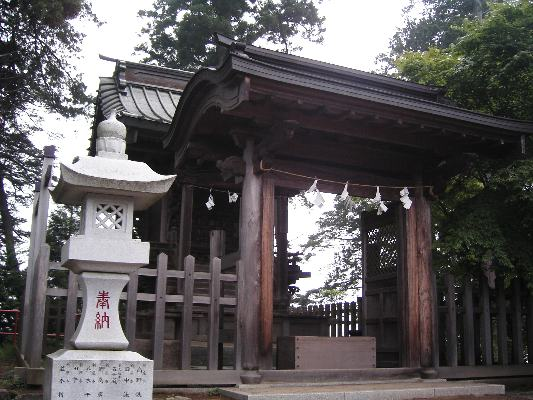
大口真神社

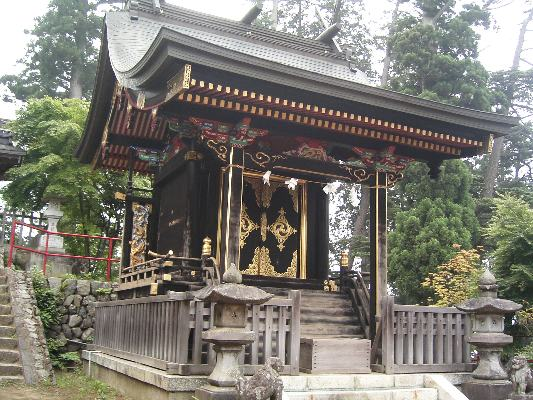
常盤堅盤神社（東京都指定有形文化財）

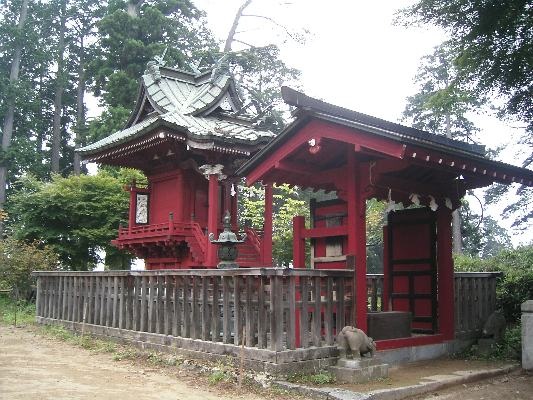
皇御孫命社

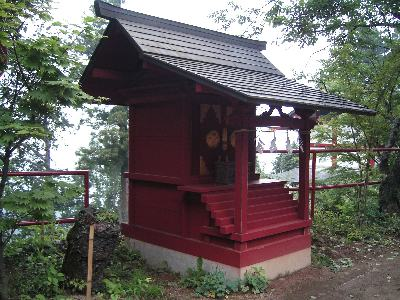
東照社

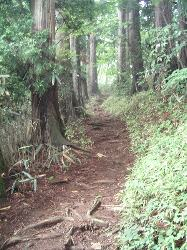
奥宮参道

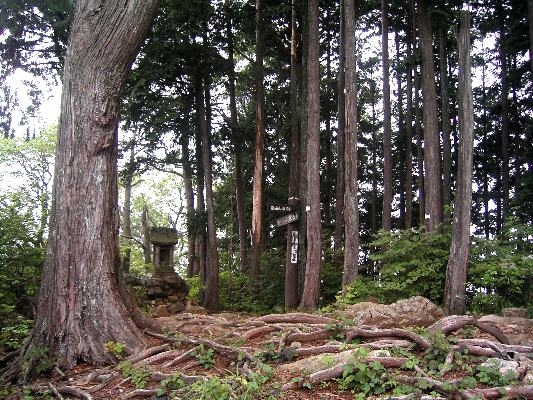
奥宮

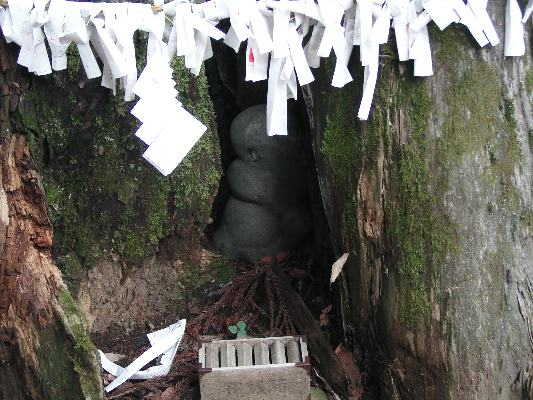
産安社の性神

本社
拝殿は五間社入母屋造の大き目の社殿で、朱塗りで鮮やかに彩られており、唐破風の向拝には彫刻がある。現在の本殿は一間社神明造で明治10年（1877年)に造営された。酉年に行われる酉年式年大祭で、本社の内陣に祀られている秘仏の蔵王権現が12年に一度御開帳される。
二柱社
伊弉諾尊と伊弉冉尊を祭る。本社玉垣内にあり、本殿の向かって左側に鎮座している。社殿は一間社流造の見世棚造である。
八柱社
本社玉垣内にあり、本殿の向かって左側に鎮座している。春日社、八幡社、䗝養社、八雲社、座摩社、月乃社、国造社、八神社を祭る。
北野社
菅原道真を祭る。本社玉垣内にあり、本殿の向かって左側に鎮座している。社殿は一間社流造である。
巨福社
埴山姫命を祭る。本社玉垣内にあり、本殿の向かって左奥に鎮座している。流造の小さな社殿が覆殿に納められている。
神明社
天照大神を祭る。本社玉垣内にあり、本社の後方に位置している。社殿は神明造である。
大口真神社（おおくちまがみ しゃ）
大口真神を祭る。本社玉垣内にあり、神明社の後方に瑞垣に囲まれて鎮座している。御嶽神社の眷属である狼を祀っている。古くは神饌を供える台のみであったが、江戸時代末期に社殿が建てられた。現在の社殿は昭和14年（1939年）に建てられた一間社流造の社殿で豪華な彫刻が全体に施されている。社殿付近が御岳山の頂上（標高929メートル）であり、社殿後方は奥宮遥拝所となっている。
常磐堅磐社（ときわかきわ しゃ）
本社玉垣内にあり、本殿の向かって右奥に位置している。祭神は境内案内によると、崇神天皇、景行天皇、安閑天皇、清和天皇と狭依比売神ほか96柱とあるが、神社頒布物によると、諸国一宮祭神となっている。社殿は永正8年（1511年）以前に造営された旧本殿であり、東京都指定有形文化財に指定されている。一間社流造で漆黒に塗られ荘厳な装飾が施されている。
皇御孫命社（すめみまのみこと しゃ）
瓊々杵尊を祭る。本社玉垣内にあり、本社の向かって右側に位置している。瑞垣に囲まれており、社殿は朱塗りの一間社入母屋造で千鳥破風と唐破風がついている。元々は東照社の社殿であったため、徳川将軍家の三つ葉葵なども見られる。
東照社
東照大権現を祭る。本社玉垣内にあり、本社の向かって右側に位置している。現在の社殿は一間社流造の簡素なものであるが、元々は現在の皇御孫命社の社殿が東照社であった。
宝物殿
本社玉垣に向かって右側に建ち、国宝の赤糸縅大鎧などを見ることができる。クラウドファンディングにより費用を賄い、温度・湿度管理や防犯性能を高めた新しい展示ケースを導入予定である。
畠山重忠の像
国宝の大鎧を奉納した武者の騎馬像で、宝物殿の前庭に立つ。北村西望の作で昭和56年に建立された。
奥宮
日本武尊を祭る。本社の南西の山奥の本社より徒歩40分のところにある。境内碑によると征夷高祖御社とある。
産安社
木花開耶毘売命、石長比売命、息長帯比売命を祭る。富士峰に鎮座している。安産・子育ての神として祀られている。拝殿が三間社流造で、本殿が一間社切妻妻入の社殿となっている。神木には性神が祀られている。
随身門
大鳥居の先にあり、朱塗り一層の造りとなっている。
稲荷社
随身門のやや奥にある。
三柱社
随身門のやや奥にある。
（神社）
随身門の傍らに流造の神社がある。
（神社）
瀧本駅そばに神社がある。
（神社）
滝本駅そばの参道入り口に小祠がある。

## 祭事
- 1月1日：元旦祭
- 2月3日：節分祭
- 3月8日：春季大祭
- 5月7日・8日：日の出祭（例大祭）
- 6月30日：大祓
- 9月29日：流鏑馬祭

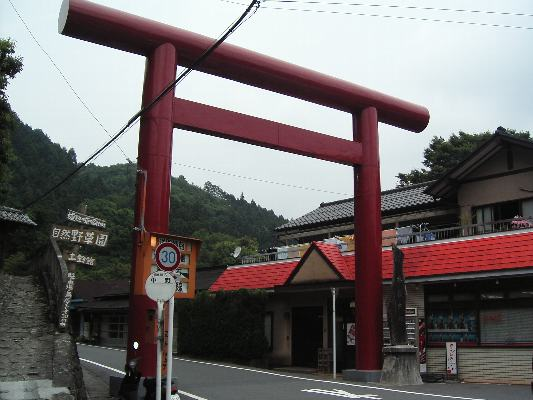
一の鳥居

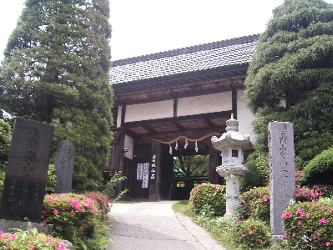
現在も続く宿坊

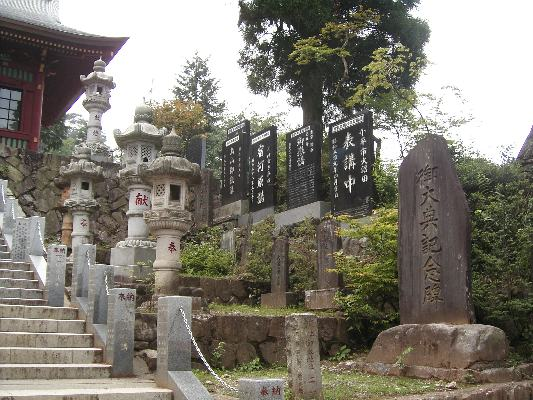
立ち並ぶ講碑

流鏑馬と呼称されているが、現代では馬は使用されない。
春の陽の祭「日の出祭」に対する「陰祭」である。
17時から本殿で神饌を備え、開扉、閉扉、玉串奉奠を行った後、神職が山門前まで移動する。
山門前に移動し「オーイー」と2回、斎主・騎手（射手）に分かれた神職が声を掛け合う。
山門前に設置された神域（斎場）には、外側に篝火が一対、中央に木片（コッパ）の山が備えられる。
射手の神職は「ようございますか」「ようございます」と声を出し、儀式が始まる。斎場内で神職2名が的を持ち、2名が弓矢を持つ。数回場所を変えて弓矢を上空に向けて射る仕草をした後、矢を上空に向けて射ち、「魔、射たり」と宣言する。的を持った神職は「射たり・をー」と答え、的の付け根から的部分を払い落とし、儀式は終了する。[5]
儀式終了後、中央に置かれていた木片（コッパ）を参拝者に配る。参拝者は帰宅後、その板の上に焼き魚を載せて食べると一年間息災でいられるという。射られた的、矢を持って帰る者もいる。
流鏑馬祭は例年9月29日に行われるが、この時のケーブルカーの最終便は儀式に合わせて1便、臨時便が増発される。
- 10月体育の日前の土日：薪神楽
- 11月8日：秋季大祭

## 文化財

### 国宝
赤糸威鎧 兜・大袖付
畠山重忠より建久2年（1191年）に奉納されたと伝える。様式上、平安時代後期の作と推定されている。鎧の正面・左脇・背面を一体に作り、右脇は脇楯（わいだて）で塞ぎ、草摺は脇楯を含め4間とした「大鎧」と呼ばれる形式のもので、兜、大袖、鳩尾板（きゅうびのいた）、栴檀板（せんだんのいた）を具備する。栴檀板の冠板を大きく作るのが特色である。大ぶりの小札（こざね）を茜染めの赤糸で威す。兜は鉢が小ぶりで、天辺（てへん）の孔が径5.5cmと大きいのが特色である。錣（しころ）は破損が激しかったため、明治の修理で取り替えられ、原品は別途保存されている。江戸時代には徳川吉宗が上覧のため江戸に運ばれ、修理もされている。明治36年（1903年）には日本美術院による修理が行われ、威毛の大部分がこの時補われている。明治の修理では化学染料で染めた糸を用いたが、結果的には自然染料よりも褪色が早かった。現状、褪色している威毛は明治修理時のもので、わずかに残る赤みの強い糸がオリジナルである。弦走韋（つるばしりのかわ）などの絵韋も大部分後補で、当初の絵韋は脇楯の蝙蝠付（こうもりづけ）などにわずかに残る。以上のように補修が多いとはいえ、平安時代後期に遡る大鎧の遺品として貴重なものである。
円文螺鈿鏡鞍 一具（鞍、鐙、轡、鞦）
鎌倉時代の作。鞍、鐙（あぶみ）、轡（くつわ）、面懸（おもがい）、胸懸（むながい）、鞦（しりがい）から成る馬具一式である。鞍は前後の前輪（まえわ）・後輪（しずわ）と呼ばれる部分の外面を金銅板張りとする（ここから「鏡鞍」の称がある）。前輪・後輪の内面と居木（いぎ）の上面には一面に円文（蛇の目形）を螺鈿で表す。鐙は鉄製黒漆塗りの舌長鐙である。

### 重要文化財
紫裾濃鎧 兜・大袖付
鎌倉時代中期頃の作。威毛は1段目を白、2段目を黄、以下は薄紫から濃紫へ、裾に行くにしたがって色の濃い紫糸を用いた「紫裾濃」（むらさきすそご）と呼ばれる色目で、現存する古甲冑の中でこの色目を用いたものは稀有である。鎌倉幕府第7代将軍である惟康親王が、弘安の役に際して敵国降伏を祈願し奉納したとされるが、この伝承は明治時代以後のものである。昭和26年にはアメリカ合衆国サンフランシスコにて開かれた、太平洋戦争の日米講和記念展覧会に出品された。
鍍金長覆輪太刀
祭器名「隠岐院（おきのいん）」。鎌倉時代の大太刀。本尊であった蔵王権現の化身とみなされていたことから別名「権現の太刀」とも言われていた。そのため東照大権現（徳川家康の神名）と混同され、家康による奉納とされた。
黒漆鞘太刀 銘宝寿

### その他
太刀 銘宝寿 正中□年正月日（重要美術品）
「宝寿丸太刀」の通称がある。重要文化財の宝寿丸黒漆鞘太刀と対となっており、鎌倉時代から南北朝にかけて平泉に存在した刀匠、宝寿の銘がある。畠山重忠の奉納と伝承されてきた。しかし、茎（なかご）に正中（1324年-1326年）の銘があり、重忠の没後120年余り経過しているため、伝説的な伝承といわれている。また、江戸時代に紛失し、昭和に入って青梅市内で発見され御岳神社に戻されたという逸話がある
鰐口（東京都指定有形文化財）
建武5年（1338年）に刻まれた銘文を持つ。
旧本殿（東京都指定有形文化財）
太々神楽（東京都指定無形民俗文化財）
武蔵御嶽神社（青梅市指定史跡）
参道の杉並木（青梅市指定天然記念物）
神輿（青梅市指定文化財）
元禄13年1700年に徳川幕府によって修理される。装飾金具使用されている、頂上及び四重の鳳凰5個、華蔓（けまん）4個、幢幡（どうはん）4個は、室町時代のものである。
神社ではないが、東京都指定有形文化財（建造物）となっている馬場家御師住宅（個人宅）が御師集落にある。

## 交通
- 公共交通機関

1. JR東日本青梅線 御嶽駅下車
2. 御嶽駅より西東京バスで「ケーブル下」停留所下車（10分）
3. 御岳登山鉄道 滝本駅より御岳山駅下車（6分）
4. 御岳山駅より徒歩（25分）

- 駐車場
  - 「滝本駅」に有料駐車場有。
- 徒歩
  - 「滝本駅」より山上まで参道を徒歩約1時間。

- 一般車は滝本駅まで乗り入れ可能。滝本駅から山頂までは指定車両以外は通行禁止。

## 関連文献
- 「御嶽村 御嶽社」『新編武蔵風土記稿』 巻ノ114多磨郡ノ26、内務省地理局、1884年6月。NDLJP:763993/56。